# Slide (Calvin Harris)
Slide is een nummer van de Schotse dj Calvin Harris uit 2017, met vocalen van de Amerikaanse zanger Frank Ocean en de Amerikaanse hiphopgroep Migos.
"Slide" is een nu-disconummer dat hiphop en dance met elkaar combineert. Ook heeft het nummer R&B- en funkelementen. "Slide" gaat onder andere over een luxe levensstijl en veel geld verdienen en daarom gaan de eerste woorden van het nummer over het kopen van een superdure Picasso. Het nummer werd een wereldwijde hit. Zo haalde het de 10e positie in het Verenigd Koninkrijk, de Nederlandse Top 40 en de Vlaamse Ultratop 50. In de Amerikaanse Billboard Hot 100 haalde het de 25e positie.